# Andrea Zanussi
Pour les articles homonymes, voir Zanussi.
Andrea Zanussi, né le 9 janvier 1961, est un pilote de rallye italien.

## Biographie
Sa carrière s'étale de 1980 à 1989. Il a notamment eu Sergio Cresto (de 1983 à 1985), puis Paolo Amati comme copilotes jusqu'à la fin de sa carrière.

## Palmarès
- 3e du championnat d'Europe des rallyes: 1982, copilote Arnaldo Bernacchini sur Lancia Rally 037;

### 6 victoires en championnat d'Europe
- Rallye Sol d'Alicante: 1982;
- Rallye Sliven: 1982;
- Rallye d'Antibes: 1985;
- Rallye della Lana: 1986:
- Rallye de Piancavallo: 1986;
- Targa Florio: 1988;

## Divers
- Monza Rally Show: 1991 et 1993.
- Pikes Peak International Hill Climb: 1987. Participation sur une Peugeot 205T16 officielle pour une 3e place finale. L'histoire retiendra Andrea comme étant le tout premier pilote à être passé sous la barre des 11 minutes sur le tracé de la "Race to the Clouds" (temps de 10 min 56 s 5).